# The Great Lost Kinks Album
The Great Lost Kinks Album is een verzamelalbum van de Britse rockband The Kinks uit 1973 voor de Amerikaanse markt, met daarop niet eerder op elpee verschenen nummers.

## Tracks
- "Till Death Us Do Part" ##
- "There Is No Life Without Love" ##
- "Lavender Hill" #
- "Groovy Movies" +
- "Rosemary Rose" ##
- "Misty Water" ##
- "Mr. Songbird" #
- "When I Turn Off the Living Room Light" +
- "The Way Love Used to Be" ++
- "I'm Not Like Everybody Else" *
- "Plastic Man" +
- "This Man He Weeps Tonight" +
- "Pictures in the Sand" ##
- "Where Did My Spring Go?" +

Opnamen: 1966 (*), 1967 (#), 1968 (##), 1969 (+) en 1970 (++).
Mick Avory · Dave Davies · Ray Davies

John Dalton · Gordon Edwards · Ian Gibbons · John Gosling · Bob Henrit · Andy Pyle · Pete Quaife · Jim Rodford